# Schweizer Futsalmeisterschaft 2009/10
Die 4. Schweizer Meisterschaft im Futsal begann am 22. November 2009 und endete am 21. Februar 2010.
MNK Croatia 97 sicherte sich den ersten Titel nach einer grandiosen Aufholjagd (7:6 nach 1:5-Rückstand) gegen den Aufsteiger Geneva Futsal. Die Anzahl teilnehmender Teams erhöhte sich gegenüber der Vorsaison von 47 auf 55. Die NLA blieb unverändert mit zwei Gruppen à acht Teams aufgeteilt in West und Ost, die NLB wurde dagegen auf sechs Gruppen aufgestockt.
Torschützenkönig wurde Mato Sego vom Meister MNK Croatia 97 mit 25 Treffern.

## Nationalliga A – 2009/10
In der NLA nahmen 16 Teams teil, je acht in der West- und Ostgruppe. Jedes Team absolvierte je ein Spiel gegen jeden Gruppengegner, sodass sieben Runden absolviert wurden. Die besten vier Teams qualifizierten sich für die Viertelfinals, während der Letztplatzierte jeder Gruppe absteigen musste. Für die fünft- bis siebtplatzierten Teams war die Saison nach der Hauptrunde beendet.

### Teilnehmer Nationalliga A – Saison 2009/10
| Gruppe West                        | Gruppe Ost                                         |
| ---------------------------------- | -------------------------------------------------- |
| Geneva Futsal (A)                  | MNK Croatia 97                                     |
| Lausanne Futsal Club               | Futsal Löwen Zürich (damals FC Seefeld Zürich) (M) |
| R.C.D Futsal (damals FC Lusitanos) | FC Schaffhausen Futsal                             |
| Futsal Delminium                   | FC Basel 1893 Futsal                               |
| Uni Futsal Team Bulle              | Benfica Rorschach                                  |
| FC Peseux Comète                   | Union 7 Futsal Club Zürich                         |
| Mobulu Futsal Uni Bern             | Salines Futsal                                     |
| FC Concordia Lausanne              | Club Futsal Freiamt (A)                            |

### Qualifikation Nationalliga A

#### Gruppe West
|    | Verein                 | R | S | U | N | Tore  | Diff. | Punkte |
| -- | ---------------------- | - | - | - | - | ----- | ----- | ------ |
| 1. | Geneva Futsal (A)      | 7 | 5 | 2 | 0 | 60:24 | +36   | 17     |
| 2. | Lausanne Futsal Club   | 7 | 4 | 0 | 3 | 36:43 | −7    | 12     |
| 3. | R.C.D Futsal           | 7 | 3 | 2 | 2 | 32:35 | −3    | 11     |
| 4. | Futsal Delminium       | 7 | 3 | 2 | 2 | 40:36 | +4    | 11     |
| 5. | Uni Futsal Team Bulle  | 7 | 3 | 2 | 2 | 37:30 | +7    | 11     |
| 6. | FC Peseux Comète       | 7 | 2 | 1 | 4 | 37:46 | −9    | 7      |
| 7. | Mobulu Futsal Uni Bern | 7 | 2 | 0 | 5 | 30:32 | −2    | 6      |
| 8. | FC Concordia Lausanne  | 7 | 1 | 1 | 5 | 29:55 | −26   | 4      |

| Legende | Legende       |
| ------- | ------------- |
|         | Viertelfinals |
|         | Abstieg       |
| (A)     | Aufsteiger    |

|    | Team                   | Geneva | Lausanne | RCD  | Delminium | Bulle | Peseux | Mobulu | Concordia |
| -- | ---------------------- | ------ | -------- | ---- | --------- | ----- | ------ | ------ | --------- |
| 1. | Geneva Futsal (A)      |        |          |      |           |       |        |        |           |
| 2. | Lausanne Futsal Club   | 4:8    |          |      |           |       |        |        |           |
| 3. | R.C.D Futsal           | 2:10   | 3:5      |      |           |       |        |        |           |
| 4. | Futsal Delminium       | 4:8    | 10:6     | 3:3  |           |       |        |        |           |
| 5. | Uni Futsal Team Bulle  | 3:3    | 6:0      | 5:6  | 3:3       |       |        |        |           |
| 6. | FC Peseux Comète       | 8:8    | 7:8      | 5:10 | 6:5       | 6:5   |        |        |           |
| 7. | Mobulu Futsal Uni Bern | 3:7    | 3:4      | 5:6  | 6:7       | 4:5   | 4:0    |        |           |
| 8. | FC Concordia Lausanne  | 0:16   | 6:9      | 2:2  | 4:8       | 8:10  | 6:5    | 3:5    |           |

#### Gruppe Ost
|    | Verein                     | R | S | U | N | Tore  | Diff. | Punkte |
| -- | -------------------------- | - | - | - | - | ----- | ----- | ------ |
| 1. | MNK Croatia 97             | 7 | 6 | 0 | 1 | 62:39 | +23   | 18     |
| 2. | Futsal Löwen Zürich (M)    | 7 | 5 | 1 | 1 | 52:31 | +21   | 16     |
| 3. | FC Schaffhausen Futsal     | 7 | 5 | 0 | 2 | 45:32 | +13   | 15     |
| 4. | FC Basel 1893 Futsal       | 7 | 4 | 1 | 2 | 44:36 | +8    | 13     |
| 5. | Benfica Rorschach          | 7 | 4 | 0 | 3 | 44:37 | +7    | 12     |
| 6. | Union 7 Futsal Club Zürich | 7 | 2 | 0 | 5 | 26:41 | −15   | 6      |
| 7. | Salines Futsal             | 7 | 1 | 0 | 6 | 31:54 | −23   | 3      |
| 8. | Club Futsal Freiamt (A)    | 7 | 0 | 0 | 7 | 24:58 | −34   | 0      |

| Legende | Legende       |
| ------- | ------------- |
|         | Viertelfinals |
|         | Abstieg       |
| (M)     | Meister       |
| (A)     | Aufsteiger    |

|    | Team                       | Croatia | Löwen | Schaffhausen | Basel | Benfica | Union | Salines | Freiamt |
| -- | -------------------------- | ------- | ----- | ------------ | ----- | ------- | ----- | ------- | ------- |
| 1. | MNK Croatia 97             |         |       |              |       |         |       |         |         |
| 2. | Futsal Löwen Zürich (M)    | 3:6     |       |              |       |         |       |         |         |
| 3. | FC Schaffhausen Futsal     | 12:6    | 6:7   |              |       |         |       |         |         |
| 4. | FC Basel 1893 Futsal       | 6:11    | 4:4   | 7:9          |       |         |       |         |         |
| 5. | Benfica Rorschach          | 7:9     | 2:8   | 8:5          | 2:3   |         |       |         |         |
| 6. | Union 7 Futsal Club Zürich | 1:4     | 3:10  | 1:6          | 2:8   | 4:6     |       |         |         |
| 7. | Salines Futsal             | 6:13    | 7:8   | 3:4          | 3:9   | 4:9     | 3:7   |         |         |
| 8. | Club Futsal Freiamt (A)    | 4:13    | 3:12  | 0:3          | 5:7   | 4:10    | 4:8   | 4:5     |         |

### Playoffs Nationalliga A

#### Viertelfinals
| Datum    | Zeit  | Heimteam                | Gastteam             | Resultat |
| -------- | ----- | ----------------------- | -------------------- | -------- |
| 07.02.10 | 09:00 | MNK Croatia 97          | Futsal Delminium     | 9:6      |
| 07.02.10 | 11:00 | FC Schaffhausen Futsal  | Lausanne Futsal Club | 16:2     |
| 07.02.10 | 13:00 | FC Basel 1893 Futsal    | Geneva Futsal (A)    | 3:5      |
| 07.02.10 | 15:00 | Futsal Löwen Zürich (M) | R.C.D Futsal         | 7:8      |

#### Halbfinals
| Datum    | Zeit  | Heimteam          | Gastteam               | Resultat  |
| -------- | ----- | ----------------- | ---------------------- | --------- |
| 14.02.10 | 13:30 | Geneva Futsal (A) | FC Schaffhausen Futsal | 7:6 n. P. |
| 14.02.10 | 15:30 | MNK Croatia 97    | R.C.D Futsal           | 8:4       |

#### Final
| Datum    | Zeit  | Heimteam       | Gastteam          | Resultat |
| -------- | ----- | -------------- | ----------------- | -------- |
| 21.02.10 | 15:00 | MNK Croatia 97 | Geneva Futsal (A) | 7:6      |